# Тулемалу
Езерото Тулемалу (на английски: Tulemalu Lake) е 12-о по големина езеро в канадската територия Нунавут. Площта му, заедно с островите в него е 668 км2, която му отрежда 64-то място сред езерата на Канада. Площта само на водното огледало без островите е 662 км2. Надморската височина на водата е 279 м.
Езерото се намира в югозападната част на канадската територия Нунавут, на 53 км югоизточно от езерото Дубонт и на 33 км северозападно от езерото Яткайед. Дължината му от североизток на югозапад е 49 км, а максималната му ширина – 25 км.
Тулемалу, за разрика от повечето канадски езера има слабо разчленена брегова линия, без характерните заливи, полуострови, протоци и острови. Площта на островите в него е едва 6 км2.
В езерото се вливат няколко малки реки и изтича само една от северния му ъгъл – река Кунуак, която се влива от юг в езерото Тебесджуак.
През краткия летен сезон езерото се посещава от стотици от любители на лова и риболова.